# Pierre Jean David d’Angers

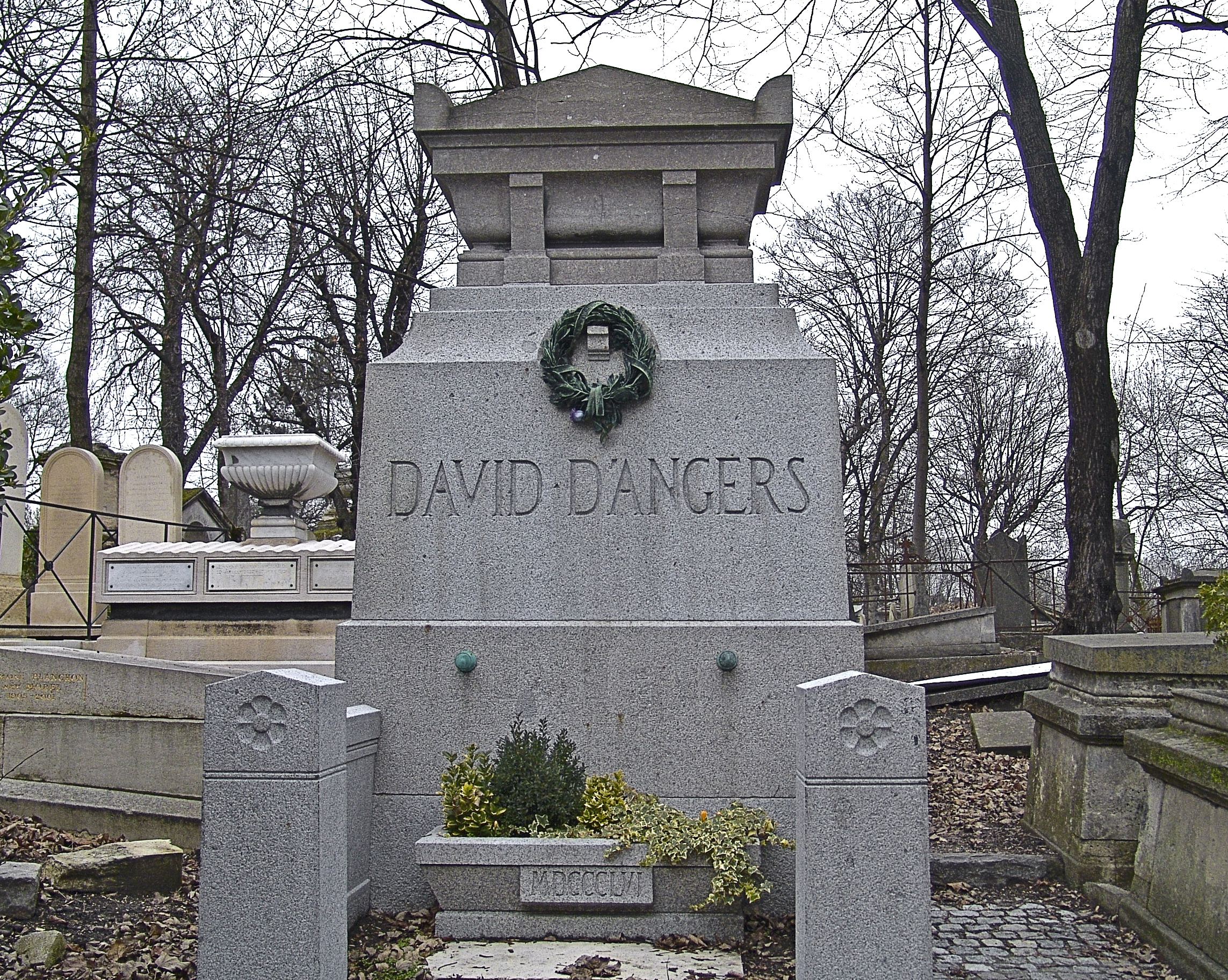
Síremléke a párizsi Père-Lachaise temetőben

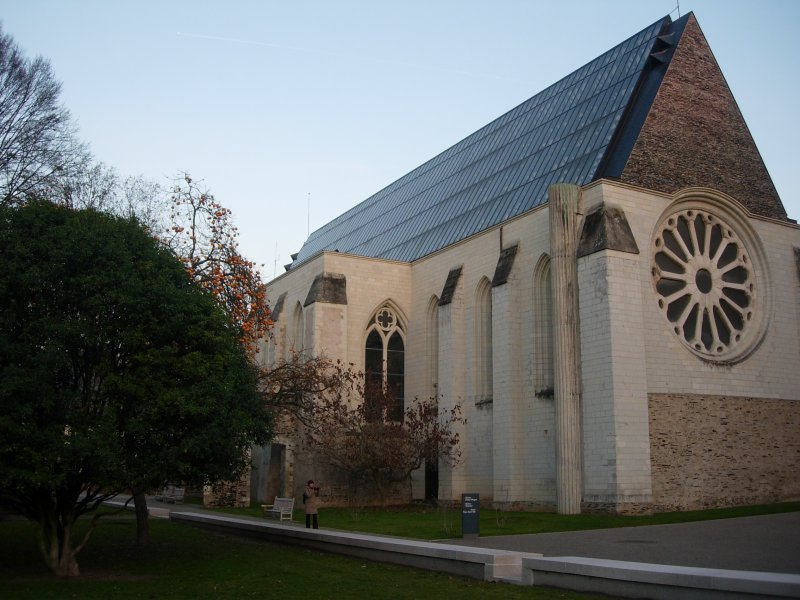
A David d’Angers Múzeum Angers-ben

Pierre Jean David d’Angers [ejtsd: danzsé] (Angers, 1788. március 12. – Párizs, 1856. január 5.) francia szobrász, politikus.

## Élete
Fiatalon Párizsba került, ahol Jacques-Louis David festő és Philippe-Laurent Roland szobrász műtermeiben tanult. 1811 és 1816 között Rómában tartózkodott és főleg az ókori remekműveket tanulmányozta, Antonio Canova műtermében is dolgozott. Párizsba visszatérve, a versailles-i kastély főudvarán álló II. Louis de Bourbon-Condé szobrával arra az útra lépett, melyet nem hagyott el többé. Nem törődött az iskola, a stílus törvényeivel, hanem az emberi alak, az arckifejezés merész realisztikus ábrázolását tűzte ki célul. Németországban tett utazásainak gyümölcse Goethe, Shelling, Dannecker, Tieck és Rauch nagy mellszobrai voltak; különben is nagyon szeretett képmásokat készíteni. (I. Ferenc, Paré, Visconti, Jordan, Béclard, Cooper, Casimir Delavigne, Raoul-Rochette, Jeremy Bentham, Fénelon, Montesquieu, Racine, II. Henrik, Lacépède, Périer, Kératry, Rossini, La Fayette, Sieyès, Chateaubriand.) 550 medaillonból álló híres emberek arcképgyűjteménye a Louvre-ban van.
Monumentális művei: Jefferson szobra Washingtonban, Corneille-é Rouenban (1834), Gutenbergé Strasbourgban stb. Gyönyörű a görög leány meztelen alakja Márkosz Bócarisz szabadsághős sírján, rendkivül kifejező Philopemennek az «utolsó görögnek» márványszobra (Louvre), leghatalmasabb alkotása d'Angers-nek, azonban domborműve a párizsi Panthéon oromfalán: a Haza, a Szabadság és a Történelem kíséretében babérkoszorúkat nyújt a modern Franciaország nagy embereinek: Malesherbes-nek, Mirabeau-nak, Voltaire-nek, Rousseau-nak, Cuvier-nek, Laplace-nak, Bonaparténak, a marengói dobosnak stb.
A közélet terén d’Angers a radikalizmus híve volt, Hyppolite Carnot-val kiadta Bertrand Barère emlékiratait és tagja volt 1848-ban az alkotmányozó nemzetgyűlésnek is. Az államcsíny után egy ideig számüzetésben kellett élnie. Szülővárosában szobrot állítottak neki és múzeumot rendeztek be, melyben összes műveinek gipszöntvényei vagy vázlatai láthatók.